# Anfitrione (film)
Anfitrione (Amphitryon - Aus den Wolken kommt das Glück) è una commedia musicale del 1935 diretta da Reinhold Schünzel e interpretata da Willy Fritsch nella doppia parte di Giove e di Anfitrione, liberamente tratta dall'Anfitrione di Plauto.

## Trama
Le donne di Tebe sono in agitazione: quando potranno finalmente rivedere i loro uomini di ritorno dalla guerra contro i Beoti? Alcmena prega Giove di porre termine quanto prima alla guerra dove è partito il caro sposo Anfitrione.
Ma il padre degli dei ha tutt'altri piani e, mentre ordina al figlio Mercurio di ingannare il servo Sosia prendendo le sue stesse sembianze, si trasforma in Anfitrione per possederne la sposa.
Al ritorno a casa dei veri Sosia ed Anfitrione da questo equivoco nascerà una intrigante matassa di cui i coniugi e il povero servo non riusciranno più a venire a capo.

## Produzione
Il film fu prodotto dall'Universum Film (UFA)

## Distribuzione
Distribuito dalla Globe Film Distributors e dall'Universum Film (UFA), il film uscì nelle sale cinematografiche tedesche il 18 luglio 1935, presentato in prima al Gloria-Palast di Berlino.